# John Bauergymnasiet
John Bauergymnasiet ist eine schwedische Organisation, die unabhängige Schulen betreibt. Diese Schulorganisation ist die größte Betreiberin unabhängiger Schulen in Skandinavien. Die Schulen sind nach dem schwedischen Maler John Bauer benannt.
Die erste Schule wurde 1999 in Jönköping gegründet, es folgten weitere Standorte in Schweden, Spanien und Indien. Die Schülerzahl liegt bei insgesamt mehr als 10.000 in 28 verschiedenen Schulen. Im Oktober 2008 verkaufte der Gründer und Haupteigentümer Rune Tedfors die Schulen an die dänische Firma Axcel, nach eigenen Angaben aus Altersgründen.

## Kritik
Anfang November 2007 geriet der damalige Haupteigentümer Rune Tedfors in die Kritik des Fernsehsenders TV4, der bemängelte, dass dieser mittels der aus Steuermitteln finanzierten Schulgelder zum Multimillionär geworden sei. Zudem habe es Unregelmäßigkeiten im Schulbetrieb gegeben, so hätten Studenten Benotungen für Kurse erhalten, die sie gar nicht besucht hätten.